# Andrés de León
Christian Fernando Garcés Aguirre, más conocido por su nombre artístico Andrés de León (Santiago, 6 de octubre de 1974), es un cantautor y compositor chileno de baladas. Tras su debut discográfico en 1993 con la canción «Mi loco amor de verano», logró discos de oro y platino por las ventas de su producción Quiero tener fe en 2010.

## Inicios
La vocación musical de Andrés de León se manifestó en su niñez. En 1982, con apenas 8 años, debutó en el programa Sábado gigante de Canal 13, siendo ungido por la crítica especializada como revelación infantil. Seis años después ganó la competencia Estrellas del Futuro, también de la mencionada estación televisiva.
Con ese aval, en 1993 firmó su primer contrato discográfico con el sello BMG, con el que grabó el sencillo «Mi loco amor de verano» que se transformó en un clásico en los meses estivales. De hecho, hasta hoy es una canción que mantiene rotación en diversas radios chilenas. Paralelamente, inició su carrera internacional con presentaciones en Sábado Gigante Internacional y teloneando a Whitney Houston, en el recital que la estadounidense realizó en Santiago en 1994.
Un año después lanzó su segunda placa, Todo este tiempo, que fue grabada íntegra en Londres. De ese trabajo destacaron los sencillos «Anclada en mi corazón», «Llévame del otro lado» y «Siempre te amé». El éxito de esos temas le permitió ser invitado en 1996 al Festival de Viña del Mar, donde también formó parte del jurado en la competencia internacional, y al Festival Acapulco.

## Carrera internacional
En 1999 pasó al sello Warner Music, donde fue tomado por los productores Humberto Gatica y David Foster, quienes lucen en sus respectivos currículum trabajos con Michael Jackson, Celine Dion, Chicago, Olivia Newton-John y La Ley. En esta instancia, intervino en el disco de Toni Braxton titulado «2 The Heat», donde grabó a dúo con dicha cantante norteamericana el tema «Spanish Guitar».
Por contrato, debía registrar su tercer disco bajo el alero de Foster. Sin embargo, problemas en Warner Music han dejado dicho trabajo inédito. Dos años después cambió, nuevamente, de casa discográfica fichando en Sony Music International, donde trabajó con Luis Fernando Ochoa, productor de Shakira. Con él terminó el registro de su nuevo trabajo, Hasta el más allá, donde interpretó baladas con ingredientes de R&B. Su sencillo debut «Quiero» destacó en los rankings de México, Perú, Ecuador, Paraguay y Uruguay, entre otros países.
El segundo corte, «Y llegaste tú» también fue éxito y fue interpretado en conjunto con el dúo Sin Bandera. La popularidad de esta canción le permitió formar parte de las bandas sonoras incidentales de diversas telenovelas en todo el continente.
Los siguientes años en la carrera de Andrés de León tuvo como prioridad su faceta de compositor, escribiendo canciones –entre otros- para la mexicana Yuri y a los nuevos valores del programa Rojo, Fama Contrafama Daniela Castillo y Mario Guerrero. Cabe destacar que tanto su hermano Patricio como su primo Miguel Garcés también participaron como concursantes de canto en el programa Rojo, Fama Contrafama, obteniendo respectivamente el tercer y segundo lugar de sus generaciones.  Paralelamente, fue reclutado por el productor musical Juan Andrés Ossandón, para formar parte del estelar El baile en TVN', símil del espacio Dancing with the stars de la BBC de Londres. Sus versátiles interpretaciones de diversos estilos, pasando desde el rock n’ roll hasta la balada, le permitieron mantener su nombre en el consciente colectivo.
Tras ese éxito, vino su cuarto disco Quiero tener fe, cuyo primer sencillo «Ahora qué» comenzó a rotar en noviembre de 2009. Además, la canción «Este amor me está matando» fue el tema principal de la teleserie Perro amor, producida por la cadena Telemundo para toda Hispanoamérica y protagonizada por Carlos Ponce.
Un año después, el 13 de noviembre de 2010, y tras una serie de presentaciones en todo el país, Andrés de León lanzó oficialmente su última placa en un Teatro Teletón repleto. En esa instancia recibió el Disco de Oro y Platino por su álbum Quiero tener fe.
En 2015, nuevamente sube al escenario de la Quinta Vergara invitado por el cantautor puertorriqueño Luis Fonsi a interpretar juntos el tema «Llegaste tú».

## Discografía
- 1993 - Andrés de León
- 1995 - Todo Este Tiempo
- 2002 - Andrés de León (Quiero)
- 2009 - Quiero Tener Fe
- 2014 - Como Empezar de Nuevo
- 2021 - Aún
- 2025 - Romántico Por Siempre

## Compilaciones
- 2014 - Grandes Éxitos (Lado A)
- 2017 - 20 Años Grandes Éxitos
- 2020 - Grandes Éxitos (Lado B)

## Bandas sonoras
- 1995 - Amor a domicilio - Banda sonora
- 1996 - Adrenalina - Banda sonora
- 2010 - Mujeres de lujo - Las canciones
- 2010 - Perro amor

## Sencillos
Andrés De León
- 1993 - Mi loco amor de verano
- 1993 - A la luz del mar
- 1994 - Como debo hacer

Todo Este Tiempo
- 1995 - Anclada en mi corazón
- 1995 - Todo este tiempo
- 1995 - Llévame del otro lado
- 1996 - Alguien como tu
- 1996 - Siempre te amé

Andrés De León
- 2002 - Quiero
- 2002 - Dime
- 2003 - Me estás matando

Quiero Tener Fe
- 2008 - Si me amaras (Sencillo promocional)
- 2009 - Ahora que
- 2010 - Que será
- 2010 - Sigue siendo tú

Como Empezar De Nuevo
- 2014 - Para encontrarte

Aún
- 2021 - Abrazarte Otra Vez

## Videoclips
- 1993 - A La Luz Del Mar
- 1995 - Anclada En Mi Corazón
- 2002 - Quiero
- 2010 - Que Será
- 2014 - Para Encontrarte
- 2017 - Nos Dolerá
- 2018 - Me Hace Daño
- 2020 - Abrazarte Otra Vez
- 2020 - Robarte un Beso